# 莫塔坦
莫塔坦（西班牙語：Motatán），是委內瑞拉的城鎮，位於該國西部特魯希略州，是莫塔坦市的首府，處於安第斯山脈山腳，始建於1579年，面積115平方公里，2001年人口14,263。